# Hymenophyllopsis universitatis
Hymenophyllopsis universitatis là một loài dương xỉ trong họ Cyatheaceae. Loài này được Vareschi mô tả khoa học đầu tiên năm 1958.